# تایرا نو تومویاسو
تایرا نو تومویاسو (به ژاپنی: 平知康); یک سامورایی در اواخر دوره هی‌آن پسر فرماندار ولایت ایکی در ژاپن بود. وی مشاور امپراتور گو شیراکاوا بود. در سال ۱۱۸۳ هنگامی که میناموتو نو یوشیناکا به قصد بیرون راندن خاندان تایرا به کیوتو وارد شد، وی چندین بار از طرف امپراتور با یوشیناکا دیدار کرد.